# Julius Wiesner
Julius von Wiesner (20 de enero de 1838, Tschechen, Moravia - 9 de octubre de 1916, Viena) fue un fitosociólogo, botánico, geobotánico y taxónomo alemán.

## Biografía
Estudió en las universidades de Viena y de Jena, donde en 1860 recibió su doctorado. En 1861 se convirtió en profesor privado; y, en 1868 profesor asociado en el Instituto Politécnico de Viena. En 1870 es profesor de tiempo completo en la Academia de silvicultura Mariabrunn. Entre 1873 a 1909 fue profesor de Anatomía y Fisiología Vegetal de la Universidad de Viena y hasta 1880 celebró un puesto de profesor en el Instituto Politécnico de Viena. En 1883 emprendió un viaje a Java (Buitenzorg). En otros viajes llegó a Laponia, Spitzbergen, a la India y Egipto.
De 1898 a 1899 fue rector de la Universidad de Viena. Wiesner hizo investigaciones en los campos de la fitofisiología (procesos de fotosíntesis luz y vegetación, clorofila, crecimiento y movimientos) anatomía vegetal (organización de la pared celular) y materias primas vegetales.

## Algunas publicaciones
- Die Gesetze der Riefentheilung an den Pflanzenaxen 1860

- Einleitung in die Technische Mikroskopie 1867

- Die technisch verwendeten Gummiarten, Harze und Balsame: ein Beitrag zur wissenschaftlichen Begründung der technischen Waarenkunde 1869

- Untersuchungen über den Einfluß, welchen Zufuhr und Entziehung von Wasser auf die Lebensthätigkeit der Hefezellen äußern 1869

- Die Rohstoffe des Pflanzenreiches 1873

- Die Entstehung des Chlorophylls in der Pflanze: eine physiologische Untersuchung 1877

- Die heliotropischen Erscheinungen im Pflanzenreiche 1878–80

- Das Bewegungsvermögen der Pflanzen. Eine kritische Studie über das gleichnamige Werk von Charles Darwin nebst neuen Untersuchungen 1881 doi:10.5962/bhl.title.41435

- Elemente der wissenschaftlichen Botanik Band 1: Anatomie und Physiologie der Pflanzen 1881

- Elemente der wissenschaftlichen Botanik Band 2: Organographie und Systematik der Pflanzen 1884

- Elemente der wissenschaftlichen Botanik Band 3: Biologie der Pflanzen. Mit einem Anhange: Die historische Entwicklung der Botanik 1889

- Studien über das Welken von Blüthen und Laubsprossen 1883

- Untersuchungen über die Wachsthumsbewegungen der Wurzeln. Darwinische und geotropische Wurzelkrümmungen 1884

- Untersuchungen über die Organisation der vegetabilischen Zellhaut 1886

- Die mikroskopische Untersuchung des Papiers mit besonderer Berücksichtigung der ältesten orientalischen und europäischen Papiere 1887

- Die Elementarstructur und das Wachsthum der lebenden Substanz 1892 doi:10.5962/bhl.title.1309

- Pflanzenphysiologische Mittheilungen aus Buitenzorg 1894

- Die Nothwendigkeit des naturhistorischen Unterrichts im medicinischen Studium 1896

- Untersuchungen über die mechanische Wirkung des Regens auf die Pflanze. Nebst Beobachtungen und Bemerkungen über secundare Regenwirkungen 1897

- Die Beziehungen der Pflanzenphysiologie zu den anderen Wissenschaften. Inaugurationsrede 1898

- Über eine neue Form der falschen Dichotomie an Laubsprossen von Holzgewächsen 1898

- con Max Bamberger: Die Rohstoffe des Pflanzenreiches. 2ª ed. W. Engelmann, Leipzig 1900-03. doi:10.5962/bhl.title.25143 doi:10.5962/bhl.title.26206

- Studien über den Einfluss der Schwerkraft auf die Richtung der Pflanzenorgane 1902

- Die Entwicklung der Pflanzenphysiologie unter dem Einflusse anderer Wissenschaften 1904

- Philosophie der Botanik 1905

- Jan Ingen-Housz. Sein Leben und sein Wirken als Naturforscher und Arzt. Unter Mitwirk. v. Th. Escherich, E. Mach, R. v. Töply & R. Wegscheider 1905 doi:10.5962/bhl.title.21032

- Elemente der wissenschaftlichen Botanik. 5ª ed. A. Hölder, Viena 1906 doi:10.5962/bhl.title.46424

- Der Lichtgenuß der Pflanzen. photometrische und physiologische Untersuchungen mit besonderer Rücksichtnahme auf Lebensweise, geographische Verbreitung und Kultur der Pflanzen 1907 doi:10.5962/bhl.title.13042

- Natur, Geist, Technik. Ausgewahlte Reden, Vortrage und Essays 1910

- Erschaffung, Entstehung, Entwicklung und über die Grenzen der Berechtigung des Entwicklungsgedankens 1916

## Honores

### Membresías
- 1905: nombrado en la Cámara Alta de Austria.
- 1909: fue elevado a caballero.

### Eponimia
- 1953 (distrito 22) Wiesnergasse Viena Donaustadt.

Géneros botánicos
- (Alismataceae) Wiesneria Micheli[1]

- (Wiesnerellaceae Inoue) Wiesnerella Schiffn.[2][3]

Especies botánicas
- (Caryophyllaceae) Minuartia wiesneri (Stapf) Schischk.[4]

- (Magnoliaceae) Magnolia wiesneri hort. ex Carrière[5]

- (Nyctaginaceae) Neea wiesneri Heimerl[6]

- (Poaceae) Bambusa wiesneri Carrière[7]